# Notre-Dame des Nègres
Notre-Dame des Nègres est un roman noir de Jean-Pierre Bastid publié en août 1996 dans la collection Série noire chez Gallimard. L'auteur par ce livre condamne tout jugement racial, et dénonce le monopole des grandes puissances.

## Résumé
Quel peut bien être l'importance d'une couleur, noir, blanc, quand ce sont les tout-puissants qui mènent la danse ?

## Édition
En 1996, chez Gallimard dans la collection Série noire no 2431  (ISBN 9782070495993).